# Ulica Cicha w Warszawie
Ulica Cicha – ulica w warszawskiej dzielnicy Powiśle, biegnąca od ul. Tamka do ul. Zajęczej.

## Historia
Ulica powstała w XVIII wieku jako droga dojazdowa od Tamki do spichlerza, wybudowanego w miejscu obecnego skrzyżowania z ul. Zajęczą przed rokiem 1701. Inicjatorem jego budowy był zapewne Józef Karol Lubomirski, właściciel jurydyki Aleksandria, obejmującej swym zasięgiem okoliczne tereny. W miarę odsuwania się koryta Wisły dawny spichlerz zmienił swą funkcję: przed rokiem 1740 mieścił szpital, pod koniec XVIII był mieszkalną kamienicą, zaś po roku 1837 działała w nim fabryka gumy elastycznej Józefa Wimera.
Uliczkę uregulowano przed rokiem 1817, obecna nazwa weszła do obiegu w latach sześćdziesiątych XIX wieku. 
Wschodnia pierzeja ulicy posiadała długo wyłącznie drewnianą zabudowę, która dotrwała do lat 30. XX wieku. Pierwszą nowoczesna kamienicę wzniósł tu dla siebie znany architekt Artur Spitzbarth; od roku 1916 po sąsiedzku pod nr. 4 działała znana Fabryka Czekolady i Cukierków Jana Domańskiego, zatrudniająca w roku 1931 ok. 350 pracowników. Właścicielem przeciwnej strony ulicy Cichej od roku 1845 był hrabia Seweryn Uruski, właściciel ruin dawnego pałacu Gozdzkich-de Nassau przy ul. Sewerynów i terenów w rejonie ul. Dynasy, znanych od XVIII w. jako Dynasy. Od roku 1891 właścicielką Dynasów była córka Seweryna Uruskiego księżna Maria Światopełk-Czetwertyńska; po roku 1929 zainicjowała ona parcelację terenów pod Skarpą oraz wytyczenie al. Pod Skarpą – przedłużenia Cichej, i zarazem położonego nieco niżej odpowiednika nigdy nie ukończonej al. Na Skarpie, obecnie noszącej na tym odcinku nazwę ul. Bartoszewicza. 
W ramach przygotowań do uporządkowania terenu rozebrano dawny spichlerz u zbiegu z ul. Zajęczą, oraz po roku 1935 zabudowano nieparzystą stronę Cichej.
Podczas II wojny światowej zniszczeniu uległa drewniana zabudowa w parzystej pierzei ulicy; relikty zabudowań fabrycznych dotrwały do lat siedemdziesiątych XX wieku.